# Magnum opus
Se llama magnum opus (a veces opus magnum, del latín: ‘gran obra’) u obra maestra a la mejor o a la más renombrada producción artística de una persona.
Por ejemplo: Don Quijote de la Mancha es el magnum opus o la obra maestra de Miguel de Cervantes; Gracias a la vida, el de Violeta Parra; La acción humana, el de Ludwig von Mises.